# Пергола (Италия)
Пѐргола (на италиански: Pergola) е градче и община в Централна Италия, провинция Пезаро и Урбино, регион Марке. Разположено е на 265 m надморска височина. Населението на общината е 6667 души (към 2010 г.).